# Jari (Rio Grande do Sul)
Pour les articles homonymes, voir Jari.
Jari est une municipalité brésilienne située dans l'État du Rio Grande do Sul.